# Flisberget
Flisberget är ett naturreservat i Ljusdals kommun i Gävleborgs län.
Området är naturskyddat sedan 1994 och är 93 hektar stort. Reservatet ligger på Flisbergets sydsluttning och består av blandskog och mindre våtmarker. 